# Banjarejo (Karangbinangun)
Banjarejo is een bestuurslaag in het regentschap Lamongan van de provincie Oost-Java, Indonesië. Banjarejo telt 2342 inwoners (volkstelling 2010).